# Attila Szigethy
Attila Szigethy (ur. 10 marca 1912 w Kapuvárze, zm. 12 sierpnia 1957 w Győrze) – węgierski dziennikarz i działacz polityczny, sekretarz stanu w rządzie Imre Nagya, po stłumieniu powstania węgierskiego w 1956 roku i uwięzieniu popełnił samobójstwo.